# Свадебный подарок (фильм)
«Сва́дебный пода́рок» — советский художественный фильм-комедия, созданный в 1982 году режиссёрами Роланом Быковым, Резо Эсадзе и Александром Игишевым на Одесской киностудии.

## Сюжет
Юрий, уезжая на два года в Африку, оставил своему младшему брату, собирающемуся жениться, ключи от своей квартиры, чтобы супруги жили там в его отсутствие. Молодожёны уединяются, чтобы насладиться первой брачной ночью, но неожиданно выясняется, что уехавший брат мужа — человек очень коммуникабельный, а потому многие его друзья имеют ключи от его квартиры…

## В ролях
- Евдокия Германова — Оксана, молодая жена (в титрах указана как Дина Германова, озвучивает Марина Неёлова)
- Андрей Ростоцкий — Андрей, молодой муж
- Ролан Быков — Яша
- Резо Эсадзе — Гиви
- Леонид Куравлёв — Вадим
- Елена Санаева — Ольга
- Ладо Бурдули — Бадри, сын Гиви (в титрах указан как Владимир Бурдули)
- Константин Дуров — Мусик
- Надежда Бутырцева — Оксана, жена Мусика
- Агафья Болотова — мать Оксаны
- Геннадий Болотов — отец Оксаны
- Андрей Гончар — эпизод
- Семён Крупник — говорливый фотограф (озвучивает Сергей Юрский)
- Виктор Лазаренко — эпизод
- А. Ляхович — эпизод

## Факты
- В фильме неоднократно упоминались художники Амадео Модильяни и Нико Пиросмани.
- В фильме также упоминался почтальон Печкин (в шуточном диалоге Оксаны и Вадима).
- В фильме прозвучало несколько песен Вероники Долиной в исполнении Елены Санаевой[1].
- Фраза фотографа «Маяк — наш дом, он — путь к причалу», возможно, является отсылкой к известному героическому фильму 1962 года.